# Jeunes filles modernes
Pour plus de détails, voir Fiche technique et Distribution.

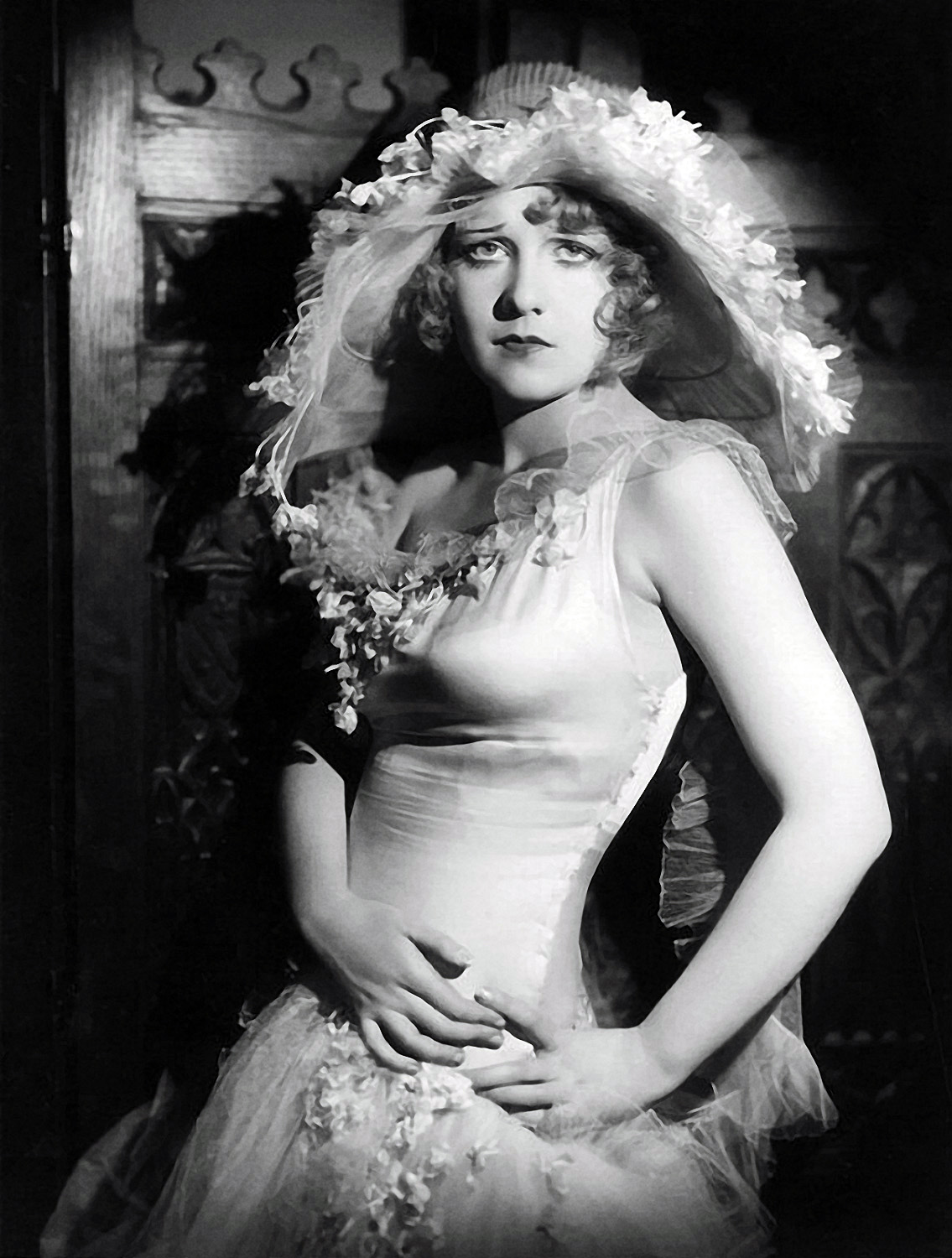
Anita Page

Jeunes filles modernes (titre original : Our Modern Maidens) est un film américain réalisé par Jack Conway, sorti en 1929.

## Synopsis
Billie Brown doit sous peu se marier avec Gil Jordanie, mais ils sont en même temps amoureux d'autres personnes. Billie use de son charme auprès de Glenn Abbott, qui a la possibilité de donner à Gil un emploi. Au début, elle n'agit ainsi que pour cette raison, mais elle comprend rapidement qu'elle est amoureuse de Gil. L'affaire se complique quand Glenn se rend compte que Billie est fiancée avec Gil et qu'il pense que Billie n'a absolument aucun sentiment pour lui. Pendant ce temps, Gil tombe amoureux de Kentucky, la meilleure amie de Billie.

## Fiche technique
- Titre : Jeunes filles modernes
- Titre original : Our Modern Maidens
- Réalisation : Jack Conway
- Scénario : Josephine Lovett, d'après une histoire de Josephine Lovett
- Intertites : Marian Ainslee et Ruth Cummings
- Production : Jack Conway et Hunt Stromberg (non crédités)
- Société de production : MGM
- Photographie : Oliver T. Marsh
- Montage : Sam Zimbalist
- Musique : Arthur Lange et William Axt (non crédité)
- Chorégraphe : George Cunningham
- Direction artistique : Cedric Gibbons
- Costumes : Adrian
- Société de production : Metro-Goldwyn-Mayer
- Pays de production : États-Unis
- Genre : Comédie dramatique
- Format : Noir et blanc — 35 mm — 1,20:1 — Muet
- Durée : 76 minutes (1 h 16)
- Dates de sortie :
  - États-Unis : 6 septembre 1929 (première à New York)
  - États-Unis : 8 septembre 1929 (sortie nationale)

## Distribution
- Joan Crawford : Billie Brown
- Rod La Rocque : Glenn Abbott
- Douglas Fairbanks Jr. : Gil Jordan
- Anita Page : Kentucky Strafford
- Josephine Dunn : Ginger
- Edward J. Nugent : Reg
- Albert Gran : B. Bickering Brown